# Diehl-Oswaldov proces
Diehl-Oswaldov proces je bil politično montirani sodni proces v Ljubljani leta 1948 proti 15 ljudem, ki so jih neutemeljeno obtožili sodelovanja z Gestapom med drugo svetovno vojno in tujo obveščevalno službo po vojni. Bil je del tako imenovanih dachauskih procesov.

## Zgodovina
2. decembra 1947 je bila vložena obtožnica pri Vojaškem sodišču v Ljubljani. Javna glavna razprava je potekala med 20. in 24. aprilom 1948. Vojaško sodišče (v sestavi: podpolkovnik Jože Šegedin, major Mirko Lokar, poročnik Gruje Čurgus in major dr. Štefan Šobar) je 24. aprila razsodilo in 26. aprila objavilo sodbo, pri čemer so bili: 
- Diehl, Oswald, Barle, Pufler, Krajnc, Stepišnik, Ličen in Juranić obsojeni na smrtno kazen z ustrelitvijo in trajno izgubo državljanskih pravic,
- Presterl, Gasser in Hahn obsojeni na smrtno kazen z ustrelitvijo;
- Mirko Košir na 20 let zapora s prisilnim delom in na 5 let izgube državljanskih pravic;
- Čorić na 15 let zapora s prisilnim delom in na 5 let izgube državljanskih pravic;
- Dervišević na 16 let zapora s prisilnim delom in na 5 let izgube državljanskih pravic in
- Benegalija na 18 let zapora s prisilnim delom in na 5 let izgube državljanskih pravic.

## Obtoženci
- ing. Branko Diehl
- ing. Stane Oswald
- ing. Karel Barle
- ing. Boris Krajnc
- Janko Pufler
- Martin Presterl
- ing. Milan Stepišnik
- Vladimir Ličen
- Paul Gasser (Avstrijec)
- Hildegarde Hahn (Avstrijka)
- Mirko Košir
- Oskar Juranič (Hrvat)
- Peter Čorić (Hrvat)
- Ramo Dervišević
- Jože Benegalija